# Giacomo Roster
Giacomo Roster (1837 – 1905) è stato un ingegnere e architetto italiano.

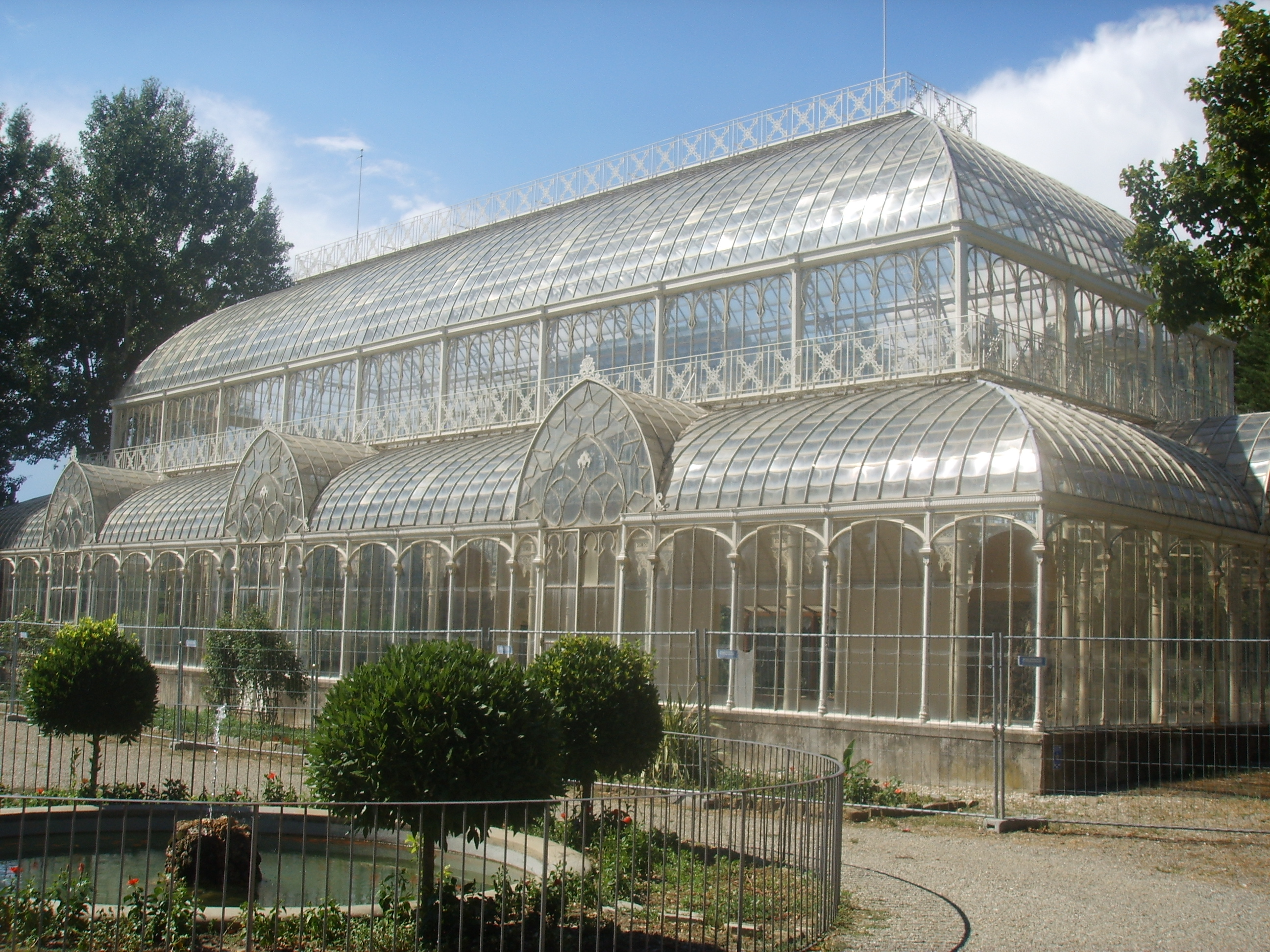
La serra-tepidario.

Collaborò con Giuseppe Poggi in Piemonte e a Firenze. Qui partecipò alla creazione dei viali di circonvallazione, in particolare negli edifici di piazza Beccaria, e del viale dei Colli, in particolare al piazzale Galileo e nei pittoreschi chalet al Bobolino.
Nel 1878 fu l'artefice della serra-tepidario in vetro, ferro e ghisa nel giardino dell'Orticultura. Nel 1885 realizzò l'Ospedalino Meyer e nel 1887 il primo edificio del manicomio di San Salvi.